# Административное деление СССР на 1 января 1950 года

## СССР.1 января1950 года
СССР делился на республики
- общее число республик — 16. Республики делились на края, области, округа, автономные округа, уезды
- общее число краёв — 6
- общее число областей — 126
- общее число округов — 13
- общее число автономных округов — 10
- общее число уездов — 54

Области и края делились на районы. Уезды делились на волости.
- общее число районов — 4227
- общее число волостей — 553
- общее число городов — 1424, пгт — 2243, районов в городах — 455
- общее число сельсоветов — 74 866
- столица СССР — город Москва
- список республик:

1. Азербайджанская ССР (центр — Баку)
2. Армянская ССР (центр — Ереван)
3. Белорусская ССР (центр — Минск)
4. Грузинская ССР (центр — Тбилиси)
5. Казахская ССР (центр — Алма-Ата)
6. Киргизская ССР (центр — Фрунзе)
7. Карело-Финская ССР (центр — Петрозаводск)
8. Латвийская ССР (центр — Рига)
9. Литовская ССР (центр — Вильнюс)
10. Молдавская ССР (центр — Кишинёв)
11. Российская СФСР (центр — Москва)
12. Таджикская ССР (центр — Сталинабад)
13. Туркменская ССР (центр — Ашхабад)
14. Узбекская ССР (центр — Ташкент)
15. Украинская ССР (центр — Киев)
16. Эстонская ССР (центр — Таллин)